# Pachybrachis femoratus
Pachybrachis femoratus är en skalbaggsart som först beskrevs av Olivier 1808.  Pachybrachis femoratus ingår i släktet Pachybrachis och familjen bladbaggar. Inga underarter finns listade i Catalogue of Life.